# Baatarsükhiin Chinzorig
Baatarsükhiin Chinzorig (21 settembre 1991) è un pugile mongolo.

## Palmarès
- Campionati asiatici

Tashkent 2017: argento nei pesi superleggeri.
- Giochi asiatici

Giacarta 2018: argento nei pesi superleggeri.